# 에치젠시
에치젠시(일본어: 越前市)는 일본 후쿠이현 중남부에 있는 시이다. 2005년 10월 1일에 다케후시와 이마다테군 이마다테정이 합병해 탄생했다.

## 지리
삼면이 산으로 둘러싸인 다케후 분지의 중앙부에 시가지가 형성되어 있다.

## 인접하는 자치체
- 사바에시
- 후쿠이시
- 이마다테군 이케다정
- 난조군 미나미에치젠정
- 뉴군 에치젠정

## 역사
다이카 개신 무렵에 이곳에 에치젠국의 국부가 놓였다. 헤이안 시대에 무라사키 시키부가 이곳에 살았던 적이 있다. 센고쿠 시대의 오다씨 지배기에는 후와 미쓰하루, 삿사 나리마사, 마에다 도시이에가 통치했다.
- 1948년 4월 1일 - 난조군 다케후정과 가미야마촌이 합병해 다케후시가 신설되었다.
- 1956년 9월 30일 - 이마다테군 아와타베정과 오카모토촌이 합병해 이마다테정이 신설되었다.
- 2005년 10월 1일 - 다케후시와 이마다테군 이마다테정이 합병해 에치젠시가 신설되었다.

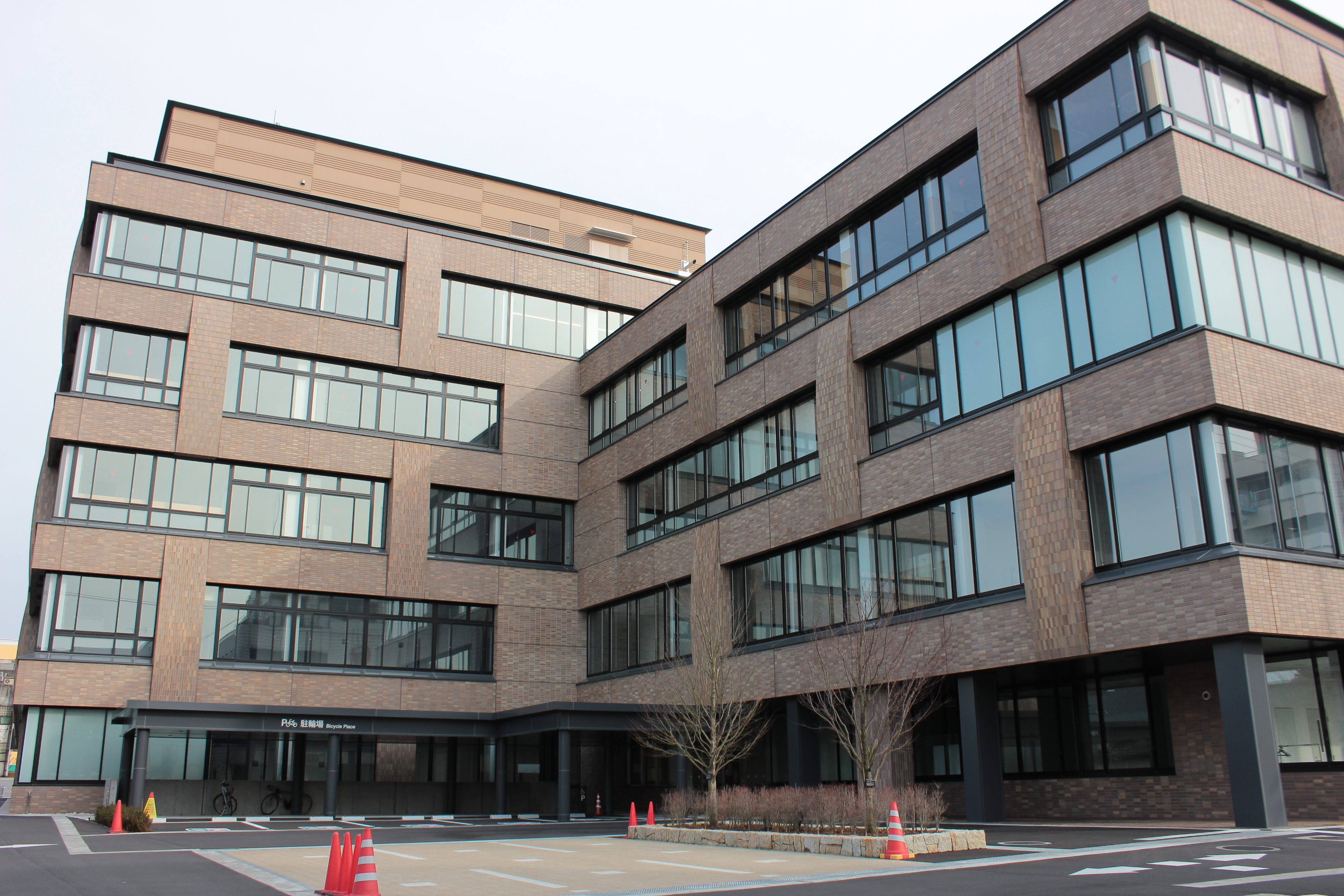
에치젠시청(2020년 1월부터)

## 교통

### 철도
- 서일본 여객철도 호쿠리쿠 본선
- 후쿠이 철도 후쿠부선

### 도로
- 호쿠리쿠 자동차도
- 국도 8호선
- 국도 365호선
- 국도 417호선

## 인구
| 연도 | 인구   | ±%    |
| ---- | ------ | ----- |
| 1970 | 76,720 | —     |
| 1980 | 81,942 | +6.8% |
| 1990 | 84,897 | +3.6% |
| 2000 | 87,699 | +3.3% |
| 2010 | 85,614 | −2.4% |
| 2020 | 80,611 | −5.8% |

## 자매 도시
- 일본 기후현 다카야마시
- 일본 오카야마현 미마사카시
- 일본 기후현 모토스시